# Standardlastprofil
Ein Standardlastprofil (SLP) ist ein repräsentatives Lastprofil, welches den typischen Verlauf der abgenommenen elektrischen Leistung abbildet. Es dient dazu, den tatsächlichen Lastgang an einer Stelle im Netz (Marktlokation) ohne registrierende Leistungsmessung zu prognostizieren und zu bilanzieren.
Die Anwendung der Standardlastprofile stellt dabei eine Vereinfachung dar. Nicht jede als H0, also Haushalt, eingestufte Marktlokation wird jeden Tag einen ihrem Standardlastprofil entsprechendes Abnahmeprofil aufweisen. Vielmehr geht man dabei davon aus, dass das jeweilige Profil durchschnittlich von der jeweiligen Verbrauchergruppe abgenommen wird. Die Qualität einer auf Standardlastprofilen beruhenden Lastprognose hängt also vom Zutreffen eben genannter Annahme ab. Dabei verbessert eine größere Gruppe von einem bestimmten Standardlastprofil zugeordneten Abnahmestellen die Qualität der Prognose gegenüber einer kleineren Gruppe.

## Anwendung der Standardlastprofile

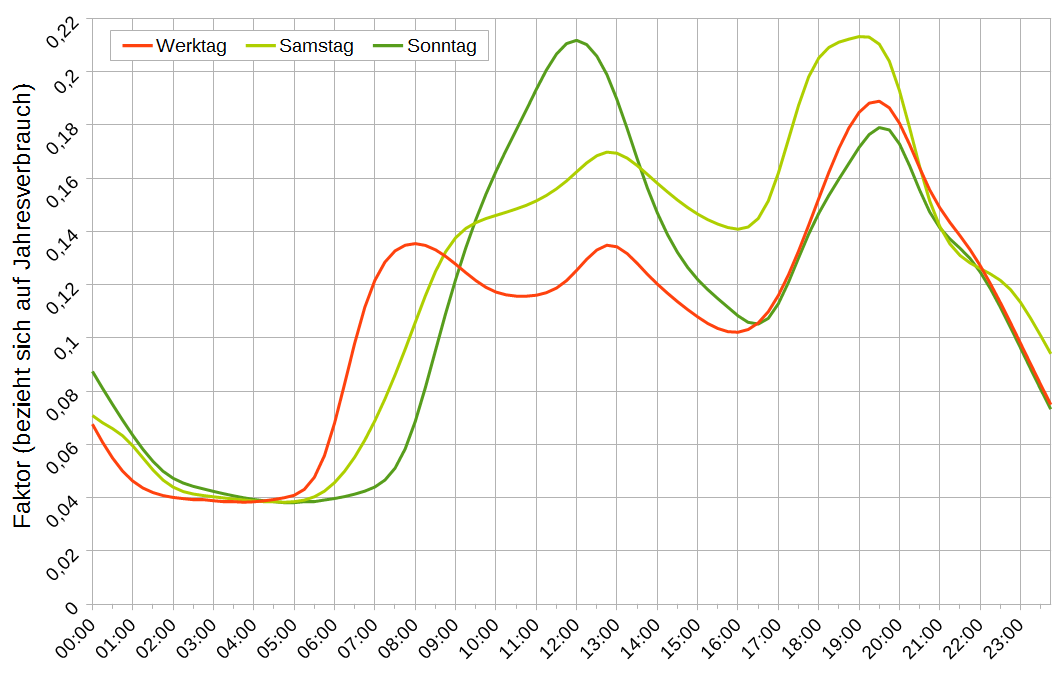
Standardlastprofil H0 nach BDEW. Der genormte Kurvenverlauf stellt das repräsentative Verbrauchsverhalten der Strom-Haushaltskunden an verschiedenen Wochentagen im Winterhalbjahr dar.

In der Regel finden Standardlastprofile für Strommarkt- und Gasmarktlokationen mit einem voraussichtlichen Jahresverbrauch bis zu 100 MWh elektrischer Energie bzw. bis zu 1,5 GWh bei Erdgas Anwendung. In der Praxis werden hierfür häufig die Standardlastprofile des Bundesverband der Energie- und Wasserwirtschaft (BDEW) (bis 2007 VDEW) verwendet, bei denen nach Kundengruppen mit ähnlichem Abnahmeverhalten unterschieden wird.
Jeder Verteilnetzbetreiber (VNB) legt für alle mit Standardlastprofilen in einem Bilanzierungsgebiet zu bilanzierenden Marktlokationen ein Standardlastprofil fest. Diese Eingruppierung nimmt er nach Art der Marktlokation vor. Zusätzlich gibt der VNB eine Prognose über den erwarteten Jahresverbrauch der Marktlokation an. Diese Prognose ist in der Regel der Verbrauch der vorhergehenden Jahresablesung. Der VNB sollte dabei ein Eigeninteresse haben, diese Eingruppierung und Prognose richtig vorzunehmen, da er aus großen Abweichungen des Profils zum tatsächlichen Verbrauch wirtschaftliche Nachteile erleidet.
Mit der Kenntnis von Standardlastprofil und Jahresverbrauchsprognose kann jeder Lieferant die Energie für eine Marktlokation, welche der Netzbetreiber bilanziert, ermitteln und in seinen Bilanzkreis einstellen. Ein Strom-Standardlastprofil des BDEW ist auf ca. 1 GWh Jahresverbrauch normiert (ausgenommen sind die Profilscharen für das TLP-Verfahren [Tagesparameterabhängiges Lastprofil], welches auf einen Jahresverbrauch von 1 MWh normiert wird). Um das Lastprofil einer Marktlokation zu ermitteln wird das Standardlastprofil mit der Prognose des Jahresverbrauches skaliert.
Der VNB (Synthetiker) bilanziert auf Basis der Standardlastprofile die exakt gleichen Energiemengen aus dem Bilanzkreis die Energie für diesen liefernden Lieferanten. Abweichungen der Jahresenergiemenge, die durch eine turnusmäßige Ablesung festgestellt werden, werden zwischen VNB und Lieferanten im Zuge der Mehr- und Mindermengenabrechnung ausgeglichen.
Die sich aus der Anwendung des Standardlastprofilverfahrens ergebenden Differenzen zwischen bilanzierter und tatsächlich messtechnisch festgestellter Energiemenge für alle 15 Minuten in einem Bilanzierungsgebiet müssen vom VNB durch entsprechende Differenzenergie ausgeglichen werden.

## Standardlastprofile (Strom) desBDEW
| Profiltyp | Beschreibung                                                        | Erläuterung                                                    |
| --------- | ------------------------------------------------------------------- | -------------------------------------------------------------- |
| G0        | Gewerbe allgemein                                                   | Gewogener Mittelwert der Profile G1-G6                         |
| G1        | Gewerbe werktags 8–18 Uhr                                           | z. B. Büros, Arztpraxen, Werkstätten, Verwaltungseinrichtungen |
| G2        | Gewerbe mit starkem bis überwiegendem Verbrauch in den Abendstunden | z. B. Sportvereine, Fitnessstudios, Abendgaststätten           |
| G3        | Gewerbe durchlaufend                                                | z. B. Kühlhäuser, Pumpen, Kläranlagen                          |
| G4        | Laden/Friseur                                                       |                                                                |
| G5        | Bäckerei mit Backstube                                              |                                                                |
| G6        | Wochenendbetrieb                                                    | z. B. Kinos                                                    |
| G7        | Mobilfunksendestation                                               | durchgängiges Bandlastprofil                                   |
| L0        | Landwirtschaftsbetriebe allgemein                                   | Gewogener Mittelwert der Profile L1 und L2                     |
| L1        | Landwirtschaftsbetriebe mit Milchwirtschaft/Nebenerwerbs-Tierzucht  |                                                                |
| L2        | Übrige Landwirtschaftsbetriebe                                      |                                                                |
| H0        | Haushalt                                                            |                                                                |

## Weitere von der E-Control für Österreich festgelegte Standardlastprofile
Zusätzlich zu den oben angeführten VDEW-Standardlastprofilen wurden von der E-Control in den Sonstige Marktregeln – Kapitel 6 – Zählwerte, Datenformate und standardisierte Lastprofile folgende Standardlastprofile für Strom (auch für Stromeinspeisung) festgelegt.
| Profiltyp | Beschreibung                                              | Erläuterung                                                    |
| --------- | --------------------------------------------------------- | -------------------------------------------------------------- |
| B1        | öffentliche Beleuchtung                                   |                                                                |
| E0        | Einspeisung aus Wasserkraft, Windkraft- und Biogasanlagen | für Einspeisung < 100.000 kWh oder < 50 kW Anschlussleistung   |
| E1        | Einspeisung aus Photovoltaikanlagen                       | für Einspeisung < 100.000 kWh oder < 50 kW Anschlussleistung   |
| ULA       | Warmwasserspeicher ohne Tagnachladung                     | für unterbrechbare Lieferungen – ganzjährig                    |
| ULB       | Warmwasserspeicher mit Tagnachladung                      | für unterbrechbare Lieferungen – ganzjährig                    |
| ULC       | Nachtspeicherheizung ohne Tagnachladung                   | für unterbrechbare Lieferungen – Übergangszeit, Winter         |
| ULD       | Nachtspeicherheizung mit Tagnachladung                    | für unterbrechbare Lieferungen – Übergangszeit, Winter         |
| ULE       | Mischanlage ohne Tagnachladung                            | für unterbrechbare Lieferungen – Sommer, Übergangszeit, Winter |
| ULF       | Mischanlage mit Tagnachladung                             | für unterbrechbare Lieferungen – Sommer, Übergangszeit, Winter |

Mit Stand 2015 in Österreich zur Prognose und Abrechnung des Strombezugs nicht leistungsgemessener Kunden verwendeten Standardlastprofile wurden etwa Mitte der 1990er Jahre auf Basis von Messungen des VDEW in Deutschland generiert und sind deshalb sowohl aufgrund des unterschiedlichen Bezugsgebiets als auch wegen der mangelnden Anpassung an aktuelle Entwicklungen nicht mehr geeignet. Durch die fast flächendeckende Einführung von digitalen Stromzählern besteht bei einigen Kunden die Möglichkeit die auf 15 Minuten gemittelten Messdaten auszuwerten, um die verwendeten Profile zu evaluieren und gegebenenfalls neue Profile zu generieren.
Dazu wurden in einer Studie der Forschungsgesellschaft für Energiewirtschaft im Auftrag der E-Control verschiedene Verfahren hinsichtlich Aufwand und Nutzen untersucht. Die Untersuchung erfolgte auf Basis von bereits vorliegenden Lastprofildaten von digitalen Stromzählern, die im Rahmen von Smart-Meter-Pilotprojekten in Haushalten dreier ausgewählter Regionen erhoben wurden. Im Vergleich des derzeit verwendeten Standardlastprofils mit dem realen Haushaltsverbrauch kommt es dabei zu Abweichungen.

## Verbrauchsprofile ElCom (Schweiz)
Viele Stromlieferanten haben keinen Einheitspreis für alle Kunden, sondern machen ihre Tarife von der Menge und dem Zeitpunkt des Stromkonsums abhängig. Um auf der Strompreiswebseite der ElCom trotzdem einen Preisvergleich zu ermöglichen, arbeitet die ElCom mit 15 vorgegebenen Verbrauchskategorien.

### Verbrauchsprofile typischer Haushalte
| Profil | Bezeichnung |
| ------ | --- |
| H1     | 1.600 kWh/Jahr: 2-Zimmerwohnung mit Elektroherd, Anschluss 20 Ampère                                                                           |
| H2     | 2.500 kWh/Jahr: 4-Zimmerwohnung mit Elektroherd, Anschluss 20 Ampère                                                                           |
| H3     | 4.500 kWh/Jahr: 4-Zimmerwohnung mit Elektroherd und Elektroboiler, Anschluss 25 Ampère                                                         |
| H4     | 4.500 kWh/Jahr: 5-Zimmerwohnung mit Elektroherd und Tumbler (ohne Elektroboiler), Anschluss 25                                                 |
| H5     | 7.500 kWh/Jahr: 5-Zimmer-Einfamilienhaus mit Elektroherd, Elektroboiler und Tumbler, Anschluss 25 Ampère                                       |
| H6     | 25.000 kWh/Jahr: 5-Zimmer-Einfamilienhaus mit Elektroherd, Elektroboiler, Tumbler und mit elektrischer Widerstandsheizung, Anschluss 40 Ampère |
| H7     | 13.000 kWh/Jahr: 5-Zimmer-Einfamilienhaus mit Elektroherd, Elektroboiler, Tumbler, Wärmepumpe 5 kW zur Beheizung, Anschluss 25 Ampère          |
| H8     | 7.500 kWh/Jahr: Grosse, hoch elektrifizierte Eigentumswohnung, Anschluss 25 Ampère                                                             |

### Verbrauchsprofile von Gewerbe- und Industriebetrieben
| Profil | Bezeichnung |
| ------ | --- |
| C1     | 8.000 kWh/Jahr: Kleinstbetrieb, max. beanspruchte Leistung: 8 kW, cosΦ=0,9                                                               |
| C2     | 30.000 kWh/Jahr: Kleinbetrieb, max. beanspruchte Leistung: 15 kW, cosΦ=0,9                                                               |
| C3     | 150.000 kWh/Jahr: Mittlerer Betrieb, max. beanspruchte Leistung: 50 kW, cosΦ=0,9                                                         |
| C4     | 500.000 kWh/Jahr: Grosser Betrieb, max. beanspruchte Leistung: 150 kW, Niederspannung, cosΦ=0,9                                          |
| C5     | 500.000 kWh/Jahr: Grosser Betrieb, max. beanspruchte Leistung: 150 kW, Hochspannungsmessung, eigene Transformatorenstation, cosΦ=0,9     |
| C6     | 1.500.000 kWh/Jahr: Grosser Betrieb, max. beanspruchte Leistung: 400 kW, Hochspannungsmessung, eigene Transformatorenstation, cosΦ=0,9   |
| C7     | 7.500.000 kWh/Jahr: Grosser Betrieb, max. beanspruchte Leistung: 1'630 kW, Hochspannungsmessung, eigene Transformatorenstation, cosΦ=0,9 |

## Standardlastprofile für Gas
Im Rahmen einer Dissertation der TU München wurde auf den Einsatz von Lastprofilen basierend auf einer Sigmoidfunktion zur Nachbildung des Bezugsgangs von Kleinkunden im liberalisierten Gasmarkt eingegangen. Hierbei werden seit 2005 14 Verbraucherlastprofile unterschieden, 11 für den Gewerbe-, Handels- und Dienstleistungssektor, zwei für Haushaltskunden (Unterscheidung zwischen Ein- und Mehrfamilienhaus) und ein Summenlastprofil.
Bei diesem Verfahren treten folgende Probleme auf:
- zu niedrige Allokation bei sehr kalten Temperaturen
- zu niedrige Grundlast
- zu niedrige Allokation bei warmen Temperaturen
- hohe Abweichungsrate
- saisonale Abweichung

Aufgrund dessen wurden im Rahmen eines Statusberichts die Ursachen sowie mögliche Weiterentwicklungsmaßnahmen zur Behebung dieser Probleme untersucht. Zur Behebung der identifizierten Schwachstellen wurde ein Modellansatz zur Überarbeitung der Profilfunktionen mittels einer teilweisen Linearisierung sowie die Ergänzung über datumsabhängige Saisonalfaktoren empfohlen. Die neue SLP-Profilfunktion besteht aus einer Kombination von Sigmoidfunktion und linearen Anteilen und wird als SigLinDe bezeichnet. Diese Funktion ermöglicht weiterhin eine einfache und transparente Abwicklung im Standardlastprofilverfahren. Die teilweise Linearisierung reduziert die Unterallokation bei sehr kalten bzw. warmen Temperaturen und gleicht daher die Funktion dem tatsächlichen Verbrauchswert näher an. Des Weiteren wird die Anwendung eines saisonalen Korrekturfaktors empfohlen.